# Слобода (Афанасьевский район)
 Слобода  — деревня в Афанасьевском районе Кировской области в составе Ичетовкинского сельского поселения.

## География
Расположена на расстоянии примерно 30 км на юго-восток по прямой от райцентра поселка  Афанасьево.

## История
Известна с 1899 года как переселенческий участок Малый Лиман или Голынастый. В 1926 году уже деревня Слободская, 13 хозяйств и 62 жителя, в 1950 19 и 59, в 1989 проживало 275 жителей. Настоящее название утвердилось с 1978 года.  

## Население
Постоянное население составляло 223 человека (русские 95%) в 2002 году, 189 в 2010.